# Meilen
Meilen – miasto i gmina (Politische Gemeinde) w północnej Szwajcarii, w kantonie Zurych, siedziba administracyjna okręgu (Bezirk) Meilen. Leży nad Jeziorem Zuryskim.
Obejmuje miejscowości Feldmeilen, Dorfmeilen, Obermeilen i Bergmeilen, przysiółki Weiler i Toggwil oraz szereg samotnych farm, rozrzuconych po stokach gór. Strefa zwartej zabudowy wspina się aż powyżej poziomu pierwszej terasy jeziornej i – w Obermeilen – obejmuje dawny przysiółek Dollikon.

## Demografia
W Meilen mieszkają 14 754 osoby. W 2021 roku 23,8% populacji gminy stanowiły osoby urodzone poza Szwajcarią.

## Współpraca
Miejscowości partnerskie:
- Ausserberg, Valais
- Bauen, Uri
- Ebes, Węgry
- Polička, Czechy
- St. Antönien (miejscowość w gminie Luzein), Gryzonia

## Transport
Przez teren miasta przebiega droga główna nr 17.